# Trepobates pictus
Trepobates pictus är en insektsart som först beskrevs av Herrich-schaeffer 1847.  Trepobates pictus ingår i släktet Trepobates och familjen skräddare. Inga underarter finns listade i Catalogue of Life.